# 阿尼瓦站
阿尼瓦站（羅馬化：Aniva）是俄羅斯薩哈林鐵路的一個車站，位於阿尼瓦（原日治時期的留多加郡留多加町），以所在城市名字命名。其前身為日治時期南樺鐵道終點車站留多加站（日语：／ Rūtaka eki */?）。

## 历史
- 1926年，南樺鐵道開通開業。
- 1937年，樺太鐵道局自動車線本留線開業。
- 1943年，樺太編入内地後，成為省營自動車本留線。
- 1945年8月，蘇聯紅軍進攻庫頁島後，包含車站全線均被蘇聯紅軍所接收，更名為阿尼瓦站並沿用至今。

## 運行狀況
- 與新場站之間1日3次往返車班。

## 車站周邊
- 留多加町公所

## 隣近車站
南樺鐵道
濱路公園站 - 留多加站